# Джамму
Джаммувимоваⓘ(догрі: जम्मू, урду: جموں), також відоме як Дуггар — один із двох регіонів союзної території Джамму та Кашмір. Місто Джамму — найбільше місто та зимова столиця штату. Місто називають «Храмовим містом», оскільки в ньому є багато храмів і святилищ, із блискучими шикхарами, що височіють над лінією горизонту і показують, що це велике індуїстське місто.
Храм Вайшно-деві приваблює безліч паломників з усієї Індії. Більшість населення 2,7 мільйонного Джамму — індуїсти, але мусульмани та сікхи мають значний культурний вплив на регіон. Розвиток інфраструктури перетворив Джамму на економічне серце штату.

## Географія
Джамму межує з Кашміром на півночі, Ладаком на сході, і Гімачал-Прадешом та Пенджабом на півдні. На заході Лінія контролю відокремлює Джамму від пакистанського Азад Кашміру. Затиснуте між Кашмірською долиною на півночі та рівниною Дамен Кох на півдні, Шивалік охоплює більшу частину Джамму. Пір-Панджал, пагорби Трикута і низовина річки Таві додають краси та різноманіття території Джамму.
Народність, що населяє Джамму, називається догра і розмовляє мовою догрі.

## Історія Джамму

Джамму та Кашмірська долина (обведена коричневим).

Місцеві історики та краєзнавці вважають, що Джамму заснував раджа Джамбу Лочан у 14 столітті до н. е. Він вирушив на полювання, і побачив, що біля берега Таві коза та лев разом п'ють воду. Згодом тварини спокійно пішли. Повернувшись додому, раджа сказав друзям, що ймовірно ця річка — місце миру та гармонії. Він побудував на цьому місці палац і місто під назвою Джамбу-Нагар, згодом назва змінилася на Джамму. Джамбу Лочан був братом раджі Баху Лочана, який за легендою збудував форт Баху .
Місто згадується в Магабгараті. Розкопки біля Акхнура, за 32 км від Джамму, свідчать про присутність Хараппської цивілізації.
У Джамму знайдено пам'ятки Маур'їв, кушан, Індо-Сассанідів і Гупта. Після 480 року тут панували ефталіти, що правили з Капіси і Кабула. Їх змінила кушано-ефталітська династія (від 565 до 670 року), потім Кабул-шахи (від 670 до 1000-х), і, нарешті, газневіди.
Джамму згадано в історії Тимура. Після цього вторглися Моголи і Сікхи, і нарешті їх змінили британці. Вони правили до розділу Індії, після якого відбулася Перша індо-пакистанська війна.
Як місце перебування догра — раджпутської династії, Джамму потрапив під контроль Ранджит Сінґха і в XIX столітті став частиною імперії Сикхів. Ранджит незабаром призначив Гулаб Сінґха правителем Джамму. Після смерті Ранджита Пенджаб розгромили британці після того, як за наказом Ост-індської компанії захопили Магараджа Дуліб Сінґха. Не маючи сил контролювати горбисті райони Пенджабу самим, англійці поставили Гулаб Сінґха, найсильнішого правителя долини Сатледжу, правителем Джамму та Кашміру. Британці стягли з нього борги на 7,5 млн. рупій і визнали його правителем штату. Відтоді Гулаба Сінґха вважають засновником Штату.
1947 року праонук Гулаба Магараджа Харі Сінґх вирішив не приєднуватися до Пакистану чи Індії, а залишити князівство незалежним. Етнічні та релігійні сутички стали дестабілізувати Джамму та Кашмір.

## Демографія
Догра — 67 % населення регіону. Також багато пенджабців, переважно індуїсти та сікхи.
Серед індуїстів переважають касти брахманів та раджпутів. За переписом 1941 року, 30 % з індуїстів — брахмани, 27 % раджпути, 15 % тхаккари, 4 % джати та 8 % кхатрі.

## Округи

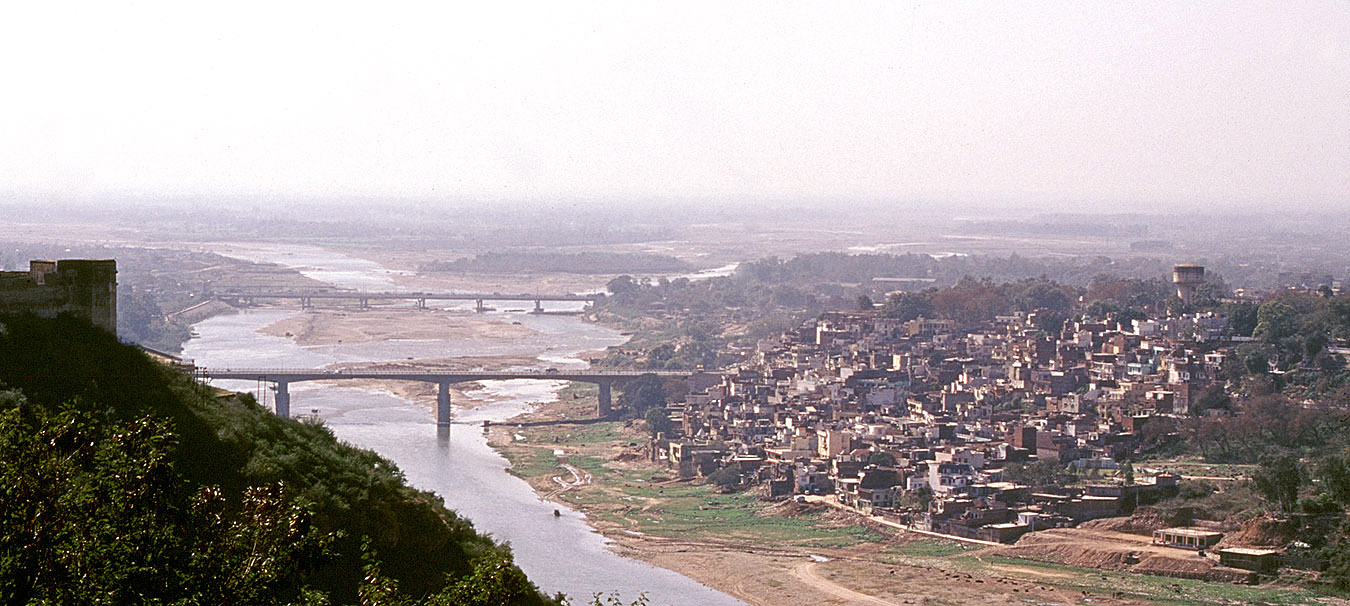
Таві біля міста Джамму, світлина Пауля ла Порти

У Джамму 10 округів:
- Округ Дода
- Округ Джамму
- Округ Катхуа
- Округ Кіштвар
- Округ Пунч
- Округ Раджоурі
- Округ Ріасі
- Округ Рамбан
- Округ Самба
- Округ Удхампур

## Пам'ятки
Джамму славиться своїми краєвидами, стародавніми храмами, індуїстськими святилищами, Амар Махалом (зараз музей), садами та фортами. Індуїстський храм Амарнатх та Вайшно-деві приваблюють десятки тисяч паломників. Туристи, які надають перевагу активним турам, також їдуть у Джамму. У Джамму ісламський архітектурний стиль поєднується з індуїстським.

### Пурмандал
Пурмандал, або Чхота Каші, розташована за 35 км від Джамму. Це стародавня святиня, кілька храмів Шиви та інших богів. На Маха-Шиваратрі тут відбувається фестиваль.

### Вайшно-деві

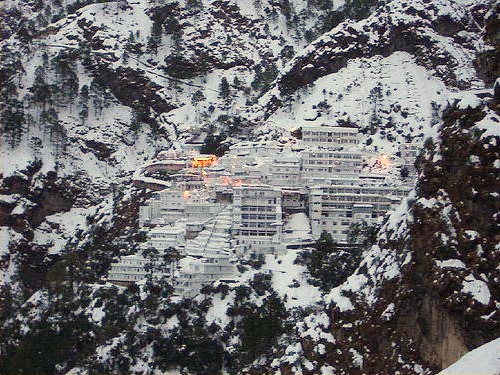
Вайшно-деві відвідують мільйони індуїстів

Місто Катра розташоване недалеко від священної печери Вайшно-деві. Віддалена від Джамму на 48 км, печера завдовжки 30 м та заввишки 1.5 м розташована на вершині Трикута на висоті 1700 м. Вона уособлює три форми богині — Махакалі, Махалакшмі та Махасарасваті. Паломники розпочинають шлях до храму, який лежить за 13 км від Катри. Вони йдуть через вузький прохід, повз крижані води до священної печери в якій Велика Богиня ховалася від демона, якого потім убила.

### Нандіні
Нандіні — святилище дикої природи, назване так через те, що тут на волі живе безліч фазанів. Також тут мешкають майна індійська, голуб сизий, павич звичайний, курка банківська, фазан Валліха та кеклик.
На території 34 км² живуть ссавці: леопард, кабан, макака резус, нахур і сірий лангур.

### Озеро Мансар

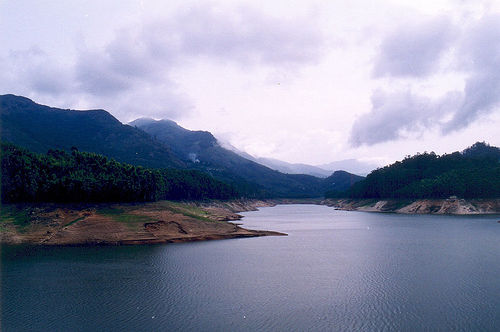
Озеро Мансар

Розташоване за 62 км від Джамму озеро Мансар — водойма, оточена лісистими пагорбами, понад 1,5 км завдовжки і майже кілометр завширшки. 34°14′54.35″ пн. ш. 74°40′3.43″ сх. д. / 34.2484306° пн. ш. 74.6676194° сх. д. Священне місце та популярний екскурсійний маршрут.
На східному березі озера розташований храм Ананта-шеша. У центрі святилища — великий валун, а поряд залізні ланцюги, які символізують зміїв, що охороняють спокій Ананта-шеша, якого символізує камінь. Молодята обходять тричі (Перикарма) навколо озера, щоб їх благословив Ананта-шеша.
Стародавній храм Умапаті Махадев і Нарсімха і храм Дургі розташовані неподалік озера і багато індусів омиваються у його священних водах. Деякі роблять тут чудакарану — остриження волосся дітей.
Останнім часом озеро стало популярним серед туристів, які спостерігають за місцевою фауною. Ґуджари, які мешкають біля озера, носять традиційні костюми і займаються ремеслами, з чого мають додатковий прибуток від туризму.
Дорога до озера Мансар веде від Патханкота до Удгампура. Удгампур — місто стратегічного значення, з'єднане з Національним шосе № 1A. Дорога йде від Мансара або Самби до Удгампура в обхід міста Джамму. Сурінсар — маленьке озеро біля Мансара, за 24 км від Джамму об'їзною дорогою.

### Форт Багу
Форт Багу, розташований за 5 км від Джамму на скелі на лівому березі річки Таві, є також храмом. Це, найімовірніше, найстаріша фортеця в Джамму. Зведений Радж Багулочаном 300 років тому, форт перебудували догрські правителі. Усередині форту храм, присвячений Калі. Кожного вівторка й неділі прочани відвідують храм і беруть участь у поклонінні річці Таві. Форт оточений садами, в яких жителі влаштовують пікніки.
Баґг-І-Багу — знаменитий могольський сад на березі річки Таві. З нього відкривається краєвид на старе місто та на Таві. Сад служить місцем відпочинку, також є кафетерій.
На об'їзній дорозі за фортом лежить ліс, у якому розташовані руїни стародавнього храму Махамайї (мати Будди Шакьямуні). Храм покинуто 14 століть тому. Новий храм на цьому місці побудовано після коронації магараджі Гулаб Сінґха 1822 року. Цей храм присвячений Махакалі (хоча його іноді називають Махамайа) і його вважають другим за значимістю після Мата Вайшно-деві за містичною силою.

### Храм Раґгунат
Серед храмів Джамму, Раґгунат Мандір (32°43′49.88″ пн. ш. 74°51′43.01″ сх. д. / 32.7305222° пн. ш. 74.8619472° сх. д.) займає центральне місце, як розташований у серці міста. 1857 року його почав зводити Гулаб Сінґх. Усередині стіни храму вкриті золотими листами. У храмі є зали з тисячами Шалаграма-шила. Навколо розташовані святилища богів і богинь, пов'язаних із Рамаяною. У храмі сім святилищ та над кожним зведено вежу. Це найбільший храмовий комплекс північної Індії. Попри новизну, храм зібрав чудову бібліотеку і славиться рідкісними священними текстами та санскритськими рукописами. В архітектурі храму, в його арках, двориках та нішах, відчувається вплив архітектурного стилю моголів, усередині храм рясно прикрашався золотом. Головне святилище присвячене Господу Вішну, точніше його втіленню — Рамі покровителю догрів.

### Печера Пір Кхо
Шиваїстські храми Печера Пір Кхо, Панчабгатар та Ранбірешвар розташовані на березі Таві. У Пір Кхо медитував Джамбавантга, ведмежий бог із Рамаяни. У Ранбірешварі лінгами Шиви, вирізані з кристалів, а також галереї з тисячами соліграмів, встановлених на кам'яних плитах. Він розташований на Шалімарській дорозі біля Нового Секритаріату і побудований магараджею Ранбіром Сінґхом 1883 року. Центральний лінгам висотою 230 см, 12 кристалічних лінгамів висотою від 15 см to 38 см і галереї з тисяч простих лінгамів на кам'яних плитах.

### Шивкгорі
Знаменитий храм-печера Шивкгорі, розташована в районі Рісі, є природним шава-лінгамом. Це одна з найшанованіших святинь — печери Шиви. Печера завдовжки більш ніж 150 м, всередині — 120-сантиметровий Сваямбгу Лінгам, який омиває вапняна рідина молочного кольору, що стікає зі стелі. Печера є унікальним природним утворенням і, на думку вірян, наповнена божественною силою, вона відома як «Дім богів». Дорога з Джамму до печери йде повз мальовничі гори, водоспади та озера.

### Міський центр Джамму
У Джамму, на вершині готелю «KC Residency», розташований обертовий ресторан Фалак. Рагунат Базар часто відвідують туристи для шопінгу. Відомі Гандгі Нагар, ринок Гол і вулиця Апсара. Місцем прогулянок слугує «Зелений пояс» — бульвар із гарними бунгало для відпочинку. На вулиці Канала нещодавно[коли?] збудовано Раджиндер-Парк. Парк знаходиться між двома каналами та в центрі фонтан підсвічений у нічний час, у парку є місця для дитячого відпочинку.
«Міська площа» («City Square») — головний торговий центр (одяг, аксесуари та ресторани під одним дахом). Також новий торговий комплекс Багу-Плаза в районі Трикут Нагар часто відвідує молодь та різні фахівці. У Багу-Плаза містяться офіси деяких фірм та мобільних операторів: Ейртел, БСНЛ, Vodafone, Ейрцел, Реліанс та Тата Телесервіс. «K.C. Cineplex» став першим мультиплексом у місті; старий кінотеатр «Індіра» також перебудовано в мультиплекс «K.C. Central».
Джамму знаменитий шоколадними бурфі, сунд панджирі, патісою та місцевими стравами: раджма з рисом, калааді тощо.

## Свята Джамму

### Логрі (13 січня)
Свято початку весни, відзначається в переддень Макара-санкранті. Це свято відзначає все Джамму.
Тисячі мешканців купаються в річці, здійснюючи ритуал Гаван Яджня, майже в кожному будинку Джамму запалюють свічки. У селах молодята та молоді батьки дарують подарунки місцевим дітям.
Танцюють Чаджджа, хлопчики вибудовують довгу процесію-чаджджадс, прикрашають себе гірляндами з квітів і з піснями та барабанним боєм просуваються вулицями.

### Вайсахі (13 чи 14 квітня)
Назва Вайсахі походить від першого місяця вікрамського календаря. Мешканці Джамму святкують щороку першого дня Вайсахі. Цей день називають «свято врожаю» і вважають його сприятливим для шлюбу. Віряни стрибають у річки, канали, ставки. Люди йдуть до храму Нагбіні святкувати Новий Рік.
Відкриваються ярмарки та тисячі людей приходять подивитися на пенджабський танець бганґра. Для джаммських сикхів, Вайсахі — день десятого Гуру, Ґобінд Сінґха, який 1699 року заснував секту Кхалса. Ґурдвари сповнені людей, які слухають кіртани, грають і відзначають прасад спільною трапезою (лангар).

### Багу Мела (березень-квітень та вересень-жовтень)
Головне свято храму Калі у Форті Багу, святкується двічі на рік.

### Чайтре Чаудаш (березень-квітень)
Чайтре Чаудаш святкують в Уттар-Бені та Пурмандалі, за 25 км та 28 км від Джамму відповідно. Свою назву Уттар-Бені отримав через те, що річка Девак (місцева назва Гупт-Ганга) протікає тут у північному напрямку.

### Пурмандал Мела (лютий-березень)
Пурмандал знаходиться за 39 км від Джамму. На Маха-Шіваратрі люди святкують весілля владики Шиви з богинею Парваті. Жителі Джамму також святкують Шивараті біля печери Пір Кгох, храму Ранбірешвар та храму Ранджбгактар. Шіваратрі святкується у всьому Джамму.

### Джгірі Мела (жовтень-листопад)
Щорічний ярмарок на честь Баба Джіту, простого фермера, який наклав на себе руки, замість того, щоб відмовитися від свого врожаю на вимогу місцевого лорда. Він жив у селі Джгірі, за 14 км від Джамму. Люди збираються в селі, щоб ушанувати пам'ять хороброго та чесного Баба Джіту.

### Наваратрі (вересень-жовтень)
Хоча ятра до святилища Мата Вайшно-деві не припиняється весь рік, але паломництво під час Наваратрі вважають найсприятливішим. Виявляючи повагу до місцевої культури, спадщини та традицій, Департамент туризму заснував 9-денний фестиваль Наваратрі у вересні/жовтні. Свято супроводжують концерти популярних виконавців, організовуються туристичні поїздки, загалом із фестивалю зробили «вітрину» штату Джамму. В цей період до Вайшно-деві стікаються прочани.

### Урс (круглий рік)
«Урс» (або зіаратс) типове кашмірське свято. Урс відзначають місцеві мусульмани біля мавзолеїв святих у річницю їхньої смерті. Приказка каже: «Якщо сніг, то буде Урс у Міша Сахіб, якщо вітер, тоді Урс у Батамол Сахіб станеться, а дощ йде з нагоди Урс у Багауддіна». Тобто Урс відзначається попри погану погоду.

## Освіта
- Університет Джамму[en]
- Центральний університет Джамму[en]
- Кластерний університет Джамму[en]
- Індійський технологічний інститут Джамму[en]
- Індійський інститут управління Джамму[en]
- Державний коледж інженерії та технологій[en], Джамму
- Сільськогосподарська колегіальна школа Магараджі Гарісінґха
- Державний медичний коледж та шпиталь[en], Джамму.
- Модельний інститут інженерії та технологій (Джамму)[en] (M.I.E.T), Джамму
- Коледж інженерної справи та технологій Маганта Бачиттара Сінґха (MBSCET)[5], Джамму
- Коледж інженернії та технологій (I.C.E.S.)
- Коледж медицини Ачар'я Шрі Чандера та шпиталь
- Шрі Пратар Меморіал Раджпут, бізнес-коледж, B.B.A, B.C.A
- Університет агрономії та технологій Шер-і-Кашмір[en], Джамму
- Школа Сайнік, Нагрота[en]